# Föhrengast
Der Föhrengast (Chlorochroa pinicola) ist eine Wanzenart aus der Familie der Baumwanzen (Pentatomidae). Sie ist eine von drei Arten der Gattung Chlorochroa, die in der Paläarktis vorkommt. Die restlichen 20 Chlorochroa-Arten sind in Amerika heimisch.

## Merkmale
Die 11 bis 14 Millimeter langen Wanzen sind olivgrün bis bräunlich gefärbt.  Die Wanze ist an ihren Rändern hell gesäumt.  Die vier äußeren Fühlerglieder sind schwarz, während das basale Fühlerglied braungrün gefärbt ist. Das zweite Fühlerglied ist fast doppelt so lang wie das dritte. Das untere Ende des Schildchens (Scutellum) ist hell gefärbt.

## Verbreitung
Die Art ist in weiten Teilen Europas verbreitet, aber selten. Im Norden reicht das Vorkommen bis nach Mittelschweden. Auf den Britischen Inseln fehlt die Art.

## Lebensweise
Chlorochroa pinicola findet man häufig an Kiefern wie Waldkiefer (Pinus sylvestris), Schwarzkiefer (Pinus nigra) oder Pinus uncinata, manchmal auch an Fichten (Picea). Die Wanzenart bildet eine Generation pro Jahr und überwintert als Imago.

## Taxonomie
Aus der Literatur sind folgende Synonyme bekannt:
- Pentatoma longirostris Flor, 1856
- Pentatoma macrorhampha Fieber, 1860
- Pitedia pinicola (Mulsant & Rey, 1852)